# (8543) Tsunemi
(8543) Tsunemi (1993 XO1) – planetoida z pasa głównego asteroid okrążająca Słońce w ciągu 3,39 lat w średniej odległości 2,26 au. Odkryta 15 grudnia 1993 roku.